# Loïc Rémy
Loïc Rémy (* 2. Januar 1987 in Rillieux-la-Pape bei Lyon) ist ein ehemaliger französischer Fußballspieler.

## Karriere
Rémys Familie stammt ursprünglich aus Martinique. Er wurde in der Talentschmiede von Olympique Lyon ausgebildet. Ab der Saison 2006/07 spielte er als Profi in der höchsten französischen Spielklasse, der Ligue 1. Für die Rückrunde der Saison 2007/08 wurde er an den RC Lens verliehen. In den Spielzeiten 2008/09 und 2009/10 stand er beim OGC Nizza unter Vertrag. Im August 2010 wechselte er für etwa 15 Millionen Euro zu Olympique Marseille.
Am 16. Januar 2013 wechselte Rémy in die Premier League zu den Queens Park Rangers. Er unterschrieb einen Vertrag mit Laufzeit bis zum 30. Juni 2017. Nach dem Abstieg mit QPR wechselte Rémy zur Saison 2013/14 auf Leihbasis zu Newcastle United.
Am 28. Juli 2014 fiel er aufgrund eines angeborenen Herzfehlers durch den Medizincheck beim FC Liverpool. Daran scheiterte ein Transfer und somit kehrte Remy zurück zu den wiederaufgestiegenen Queens Park Rangers.
Am 31. August 2014 wechselte Rémy zum FC Chelsea. Er unterschrieb einen Vierjahresvertrag bis zum 30. Juni 2018.
Nach einer zwischenzeitlichen Leihstation bei Crystal Palace in der Spielzeit 2016/17, wechselte Rémy im August 2017 zum spanischen Erstligisten UD Las Palmas. Von 2018 bis 2020 spielte er beim OSC Lille, danach bei den türkischen Erstligisten Çaykur Rizespor und Adana Demirspor.
Im Februar 2023 nahm Stade Brest den Spieler unter Vertrag. Dort absolvierte er jedoch kein Spiel mehr und sein Vertrag lief im Sommer 2023 aus. Im Oktober 2023 gab Rémy schließlich sein Karriereende bekannt.

## Nationalmannschaft
Er spielte für die französische U21-Nationalmannschaft und erzielte dort in seinen elf Einsätzen vier Tore. Im Verlauf des Jahres 2009 wurde Rémy auch mehrfach in den Kader der französischen A-Nationalelf berufen und kam am 2. Juni beim Freundschaftsspiel gegen Nigeria zu seinem ersten Einsatz.

## Titel und Erfolge
FC Chelsea
- Englischer Ligapokalsieger: 2015
- Englischer Meister: 2015